# ОШ „Димитрије Туцовић” ИО Голово
ОШ „Димитрије Туцовић” ИО Голово, насељеном месту на територији општине Чајетина, основана је 1932. године.

## Историја школе
Иницијатива за отварање школе у Голову, потекла је од угледних мештана: Чедомира Ђоковића, Василија Чумића, Владимира Петронијевића, Марка Јеремића, Марка Весовића, Ранка Стојанића и Драгутина Буљугића, а драгоцену подршку пружио је срески начелник Чедомир Арсенијевић. Добровољним прилозима мештана и уз помоћ Банске управе, школска зграда је завршена 1932. године. Исте године у школу је уписано 55 ученика у сва четири разреда. Први учитељ био је Јанко Арнаут (оснивач „Соколског друштва” у златиборском крају), који је у школи радио све до Другог светског рата.
Као самостална просветна установа школа је радила до краја педесетих година 20. века. Зарад смањења административног апарата, НОО Чајетина на седници 22. јуна 1955. године, доноси одлуку о укидању самосталне школе у Голову и њеном прерастању у физички издвојено одељење чајетинске школе. Због све мањег броја ученика, школа је затворена 1995. године. На иницијативу мештана Голова и уз велику подршку СО Чајетина, на месту старе школе, подигнута је нова 2009. године. Ова четворогодишња школа ради као издвојено одељење ОШ „Димитрије Туцовић” у Чајетини.